# The Cage - Nella gabbia
The Cage - Nella gabbia è un film del 2023 diretto da Massimiliano Zanin, al suo debutto alla regia.
Questo film è riconosciuto come d'interesse culturale nazionale dalla Direzione generale Cinema e audiovisivo del Ministero per i beni e le attività culturali e per il turismo italiano, in base alla delibera ministeriale del   2022.
Disponibile su Netflix dal 7 giugno 2024.

## Trama
Giulia, ex artista marziale mista, si è ritirata dall'agonismo dopo un tragico incidente nella gabbia e lavora in uno zoo con il fidanzato, Alessandro, il quale frequenta una comunità religiosa guidata da padre Agostino. Tuttavia, Giulia desidera tornare a combattere, per tentare una rivincita contro l'avversaria Beauty Killer, mettendo a rischio la relazione con Alessandro. Nel frattempo, segue le lezioni della sua nuova allenatrice, Serena, con la quale instaurerà un legame profondo.

## Produzione
Le riprese del film si sono svolte fino a ottobre 2022 tra Roma e Padova (allo zoo Tiger Experience).

## Colonna sonora
La colonna sonora è stata composta dal cantautore Motta (che ha inciso anche il brano Minotauro in collaborazione con il rapper Danno, membro del gruppo Colle der Fomento). A lui si aggiungono l'artista musicale di Berlino, Eric Oder, autore dei brani At War, Infodemic e Rebellion (che funge da tema di apertura e musica che accompagna i titoli di coda) e la cantante L'Aura, che ha realizzato una cover di Girls Just Want to Have Fun di Cyndi Lauper.

## Promozione
Il primo trailer è stato diffuso il 6 febbraio 2024.

## Distribuzione
Il film è stato presentato in anteprima mondiale il 24 novembre 2023 alla 18ª edizione della Festa del Cinema di Roma all'interno della sezione Alice nella città nella categoria Panorama Italia - Proiezioni Speciali.
La distribuzione nelle sale italiane è prevista per il 22 febbraio 2024.
Disponibile su Netflix dal 7 giugno 2024.